# HD 8774
HD 8774，又名BD+33 234，SAO 54705、HR 415，是一颗恒星，视星等为6.27，位于銀經131.25，銀緯-27.92，其B1900.0坐标为赤經1h 21m 25.1s，赤緯+33° -27.92′ 29″。